# Thomas Dewar (1er baron Dewar)
Pour les articles homonymes, voir Dewar.

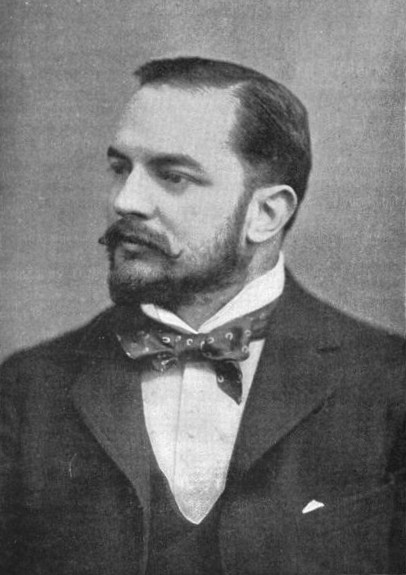
Lord Dewar.

Thomas Robert « Tommy » Dewar, 1er baron Dewar (6 janvier 1864 – 11 avril 1930) est un distillateur Écossais de whisky qui, avec son frère John Dewar, construit une marque familiale, Dewar's, laquelle connaît un succès international. Les frères assemblent leur whisky en l'adaptant aux goûts internationaux, et Tommy Dewar se montre particulièrement compétent en marketing, voyageant à travers le monde pour trouver de nouveaux marchés et promouvoir leur produit, exploitant une imagerie romantique de l'Écosse ainsi que le fameux tartan dans sa publicité.

## Premières années
Tommy Dewar est né en 1864 à Perth, en Écosse, fils de John Dewar, Sr. Il est exposé très tôt à l'esprit industriel lorsque son père fonde la John Dewar & Sons, Ltd. Il fait ses études à Perth et Édimbourg et se rend vite compte que l'agriculture n'est pas sa vocation.

## Distillerie
Après la mort de son père, Tommy Dewar travaille avec son frère John Dewar Jr à poursuivre et développer leur marque familiale. Doué d'un charisme certain, Tommy est en mesure de développer les affaires de son père à l'échelle mondiale.
Laissant son frère en Écosse pour faire fonctionner l'entreprise, Dewar voyage pour faire connaître leur marque au monde. Visitant vingt-six pays en deux ans, la marque Dewar est mise sur la carte comme l'un des premiers Scotch whiskies distribué. Dewar tient un journal de ses voyages, lequel est publié dans le livre intitulé A Ramble Round the Globe publié par Chatto et Windus en 1894. En 1923, Dewar achète la distillerie Glen Ord et, deux ans plus tard, les frères Dewar fusionnent leur entreprise à la Distillers Company Ltd, les deux frères siégeant au conseil d'administration.

## Carrière politique
Dewar est juge de paix pour le Kent et Lieutenant de la Ville de Londres, shérif de la Cité de Londres en 1897, puis entre en politique comme candidat Conservateur malchanceux aux élections suppléantes de Walthamstow de 1897. À l'élection générale en octobre 1900, il est élu député de Tower Hamlets, Saint-Georges, occupant le siège jusqu'en 1906, où il se retire. Au cours de cette période, Dewar se fait remarquer par son hostilité à la « misère de l'immigration » et joue une part active dans la campagne pour la loi qui devient la Loi sur les Étrangers de 1905. Comme le principal groupe d'émigrants arrivant dans l'East End au cours de cette période étaient des Juifs d'Europe de l'Est, les lois Dewar sont largement considérées comme antisémites.

## Les honneurs
Dewar est fait chevalier en 1902, créé baronnet du Homestall Manor de la Paroisse de East Grinstead dans le Comté de l'East Sussex en 1917, et élevé à la pairie en tant que « Baron Dewar », de Homestall dans le Comté de Sussex, en 1919. Cependant, comme il ne se marie pas, la baronettie et la baronnie s'éteignirent à sa mort, à Homestall, en avril 1930, âgé de soixante-six ans. Il est incinéré au Golders Green Crematorium.

## Les intérêts sportifs

### Hippisme
Thomas Dewar s'implique dans des courses de chevaux pur-sang comme propriétaire et éleveur. Il est surtout connu pour deux chevaux : Challenger et Cameronian.
Challenger, né en 1927, que Dewar élève et fait courir à l'âge de deux ans, est ensuite vendu à des intérêts Américains après sa mort. L'étalon devient la tête de liste des étalons en Amérique du Nord en 1939. Élevé par Dewar et né en 1928, Cameronian remporte le Derby d'Epsom en 1931 et la course des 2000 guinées Stakes.

### Prix sportifs

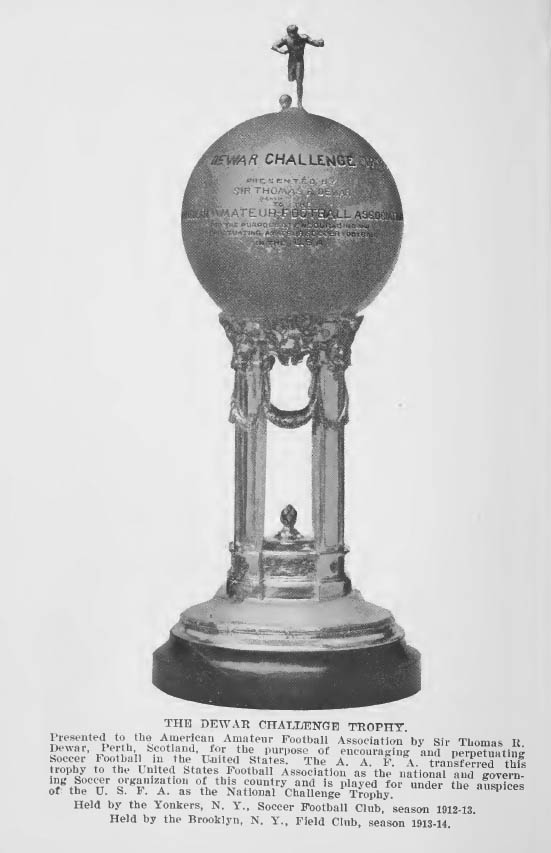
le National Challenge Cup trophy, donné par Thomas Dewar en 1912 pour la promotion du football associatif aux États-Unis.

Dewar crée plusieurs défis pour différents sports à travers le Royaume-Uni et à l'étranger, ainsi que le Sheriff of London Charity Shield (en) et la Dewar Cup aux États-Unis pour le football Associatif.
En cyclisme il donne le Dewar Challenge Shield en 1901, une plaque d'argent fortement estampillée représentant des déesses et des allusions à l’Écosse incluant des chardons et le profil d'un coureur cycliste en position centrale. Il est inscrit « Theatrical Sports Five Miles Cycling Championship Shield – Presented by Sir Thomas Dewar MP – To be won Three Years in Succession » (en français : « Championnat de cyclisme sur piste de cinq miles - Offert par Sir Thomas Dewar - Au vainqueur de trois années consécutives »). Monté sur une forme de bois, le trophée porte quatorze plaques en argent avec le nom des vainqueurs entre 1901 et 1928.
Le trophée Dewar est une coupe offerte dans les premières années du XXe siècle, remise chaque année par le Royal Automobile Club (RAC) du Royaume-Uni « à la voiture qui complète avec succès la performance la plus méritoire ou le test visant à promouvoir les intérêts et l'avancement de l'industrie [automobile] ».
La Lord Dewar Challenge Cup est également présentée au Serpentine Swimming Club dans Hyde Park en 1925.

## Héritage
Un prix, le Dewar Challenge Shield, attribué par sa petite-fille Alice Dewar, est disputé chaque année par les trois clubs d'aviron à Hammersmith, à l'Ouest de Londres : les Furnivall Sculling Club (en), Sons of the Thames (en) et Auriol Kensington Rowing Club (en).